# Objaw policzkowy
Objaw policzkowy – objaw kliniczny zaliczany do grupy objawów oponowych. Wywołuje się go, naciskając na policzek poniżej kości jarzmowej; jest on pozytywny, jeśli dojdzie do odruchowego zgięcia ręki i przedramienia. Najczęściej występuje u dzieci z zapaleniem opon mózgowo-rdzeniowych wywołanym przez prątka gruźlicy. 